# Rhopaloblaste singaporensis
Espèce
Synonymes
- Drymophloeus singaporensis (Becc.) Hook. f.[2]
- Drymophloeus singaporensis (Becc.) Hook.f.[1]
- Ptychoraphis longiflora Ridl.[1]
- Ptychoraphis singaporensis (Becc.) Becc.[1] [2]
- Ptychosperma singaporense Becc.[2]
- Ptychosperma singaporensis Becc.[1]

Statut de conservation UICN

 CD  : Dépendant de la conservation
(appellation d’avant 2001)
Rhopaloblaste singaporensis est une espèce de plantes de la famille des Arecaceae.

## Publication originale
- Genera Plantarum 3: 892. 1883.